# Regele Leu 2: Regatul lui Simba
Regele Leu 2: Mândria lui Simba (engleză The Lion King II: Simba's Pride) este un film de animație americane, continuarea filmului Regele Leu, produs de Disney Toon Studios, regizat de Darrell Rooney și lansat de Walt Disney Pictures pe 27 octombrie 1998 în Statele Unite.

## Sinopsis
Faceți cunoștință cu Kiara, fiica lui Simba și Nala și cu Kovu, fiul Zirei și alesul lui Scar, noii locuitori din regat, care au descoperit puterea "Somos um" - ceea ce înseamnă "dragoste".
Kiara, care este în căutare de noi aventuri, îl întâlnește pe Kovu, care locuiește în Terenul Interzis, pentru că familia lui Scar a fost exilată după moartea acestuia. În timp ce încearcă să-și găsească locul în ,,Cercul vieții Kiara și Kovu dezvoltă o relație specială, dar interzisă, și se luptă să o păstreze în ciuda rivalității dintre familii și în cele din urmă descoperă că ei pot fi singura șansă pentru ca pacea să domnească din nou între cele două familii, cu toate că misiunea lui Kovu era cea de a-l omorî pe Simba și de a-i lua locul la tron. Și de data aceasta dragostea învinge.